# The Last Express
The Last Express (с англ. — «Последний экспресс») — компьютерная игра в жанрах квеста и интерактивного кино, разработанная американской компанией Smoking Car Production во главе с геймдизайнером Джорданом Мехнером и изданная Brøderbund Software. Выпуск состоялся 31 марта 1997 года для персональных компьютеров на платформах Windows, MacOS, MS-DOS, а также для мобильных устройств на операционных системах iOS и Android 27 сентября 2012 года и 28 августа 2013 года соответственно.
Игра была сделана с помощью технологии ротоскопирования, а её главная особенность была в том, что игровые события происходят в реальном времени, на сюжет влияли как действия, так и бездействие главного героя.
Действие игры происходит в «Восточном экспрессе» во время его последнего рейса по маршруту Париж-Константинополь накануне Первой мировой войны в июле 1914 года.

## Игровой процесс
Уникальная особенность игры состоит в том, что она почти вся проходит в реальном времени (ускоренном примерно в шесть раз).
Игра начинается в 7:14 вечера 24 июля 1914 года, а заканчивается в 7:30 вечера 28 июля (если игрок проделает весь путь до самого конца). Весь этот временной промежуток проходит в реальном времени, только когда Кэт спит или лежит без сознания, а также в нескольких боевых сценах игра выходит из режима реального времени. Один из наиболее примечательных случаев применения этой методики в игре — концерт, на котором два персонажа исполняют дуэт для скрипки и фортепиано, продолжающийся около 20 минут реального времени, во время которого герой может или спокойно сидеть и наслаждаться музыкой, или пойти заниматься своими делами.
Все персонажи в игре действуют в соответствии со своими намерениями, меняют свои планы в зависимости от вмешательств игрока. Таким образом, игра вызывает интерес для повторного прохождения — из-за разных вариантов развития событий одно прохождение игры будет не похоже на другое. Игра предусматривает множество концовок, коих поклонники игры насчитали около тридцати. Однако игра имеет лишь одно действительное окончание, после которого идут финальные титры. Остальные же концовки ложные. Например, Роберт Кэт может быть пойман парижскими полицейскими, которые входят в поезд для проверки, или погибнуть в битве с сербами, захватившими поезд.

## Сюжет

### 24 июля, вечер
24 июля 1914 года в 19:15 с Парижского вокзала отбывает «Восточный экспресс», конечным пунктом которого является Константинополь (Стамбул). За несколько минут до отправления, молодой человек, Тайлер Уитни, выходит из вагона и нервно осматривается по сторонам. По перрону прогуливаются полицейские, и это настораживает его ещё больше. Наконец начальник поезда объявляет об отправлении состава, и Тайлер, разведя руками, возвращается в своё купе. Некоторое время спустя, поезд нагоняет мотоцикл. Сидящий на заднем сидении человек, Роберт Кэт (главный герой), встаёт и запрыгивает в вагон. Роберта разыскивает парижская полиция за убийство ирландского полицейского, который на самом деле был ранен в перестрелке, а впоследствии скончался в больнице. Именно поэтому герой и не смог прийти на вокзал, опасаясь ареста.
Проводник вагона 2-го класса, наивный и добрейшей души человек, по своей рассеянности принимает Роберта за Тайлера и направляет его в нужное купе. Но Кэта ждёт неприятный сюрприз — Тайлер мёртв. Кэт выкидывает труп друга, избавляется от окровавленного пиджака и решает разобраться в произошедшем. В вещах Тайлера Кэт находит манускрипт на старорусском языке про «Жар-птицу». Также он понимает, что Тайлера обокрали. Огромный сундук с пустыми выемками тому доказательство. Под сундуком, Роберт находит шарф, пахнущий женскими духами.
Внезапно проводник приносит Кэту сообщение, что в вагоне-ресторане его ждёт некий Август Шмидт. Кэт направляется на встречу в ресторан. Август, который до этого ни разу не встречал Тайлера, также принимает Кэта за него. Кэт пытается не подать виду, однако вопросы собеседника ставят его в тупик. Из разговора Кэт понимает, что у Тайлера со Шмидтом была назначена сделка в поезде: Шмидт передаёт Тайлеру «товар», который будет погружен лишь в Мюнхене, а Тайлер в свою очередь — золото. Роберт предлагает поговорить заново после Мюнхена. Позже, Роберт становится свидетелем ссоры между Алексеем Дольниковым, анархистом и выходцем из дворянского сословия, и графом Василием Оболенским, путешествующим со своей внучкой Татьяной, которая с детства питает взаимные чувства к молодому человеку. Алексей обвиняет графа в страданиях простого русского народа, так как граф, будучи политиком, защищал реакционную и репрессивную внутреннюю политику своей страны. Однако тот упрекает юношу в том, что он опозорил свою семью.
Вернувшись в своё купе, Кэт получает приглашение от принца Кроноса, едущего в своём личном вагоне. Принц — чернокожий, бородатый мужчина лет сорока, путешествующий со своей служанкой Кохиной, больше говорит загадками, чем даёт ответы на вопросы Роберта. Принц знает, что Тайлер мёртв и Кэт не тот, за кого себя выдаёт. Однако он готов продолжить сделку, которую не смог довести до конца Тайлер.
Когда Кэт вновь возвращается в своё купе, там его ждёт бородатый высокий мужчина. Последний спрашивает, где Тайлер, но замечает пятно крови на полу и достаёт нож. После небольшой потасовки Роберту удаётся выбить нож и рассказать незнакомцу, что произошло. Бородач представляется Милошем. Он слышал от Тайлера про Кэта, но ни разу его не видел.
Уставший от всего, что произошло с ним за последние несколько часов, Кэт направляется снова в вагон-ресторан. Там он замечает девушку, которая привлекает его внимание. Подошедший к ней Шмидт затевает разговор, а затем к нему присоединяется и Роберт. Шмидт представляет Роберту Анну Вульф, знаменитую австрийскую скрипачку. Услышав имя «Тайлер», Анна меняется в лице, но старается вести себя сдержанно. Чуть позже, когда Анна переходит в курительный вагон, Роберт показывает Анне якобы оброненный ею шарф. Но Анна говорит, что он ошибся. Роберт идёт к себе в купе и засыпает. Ночью ему снится кошмар: мёртвый Тайлер, лежащий на кровати, предлагает Роберту «заставить её спеть».

### 25 июля, ночь
Проснувшись, Роберт решает пройтись по поезду. Он заходит в вагон 1-го класса и слышит звуки скрипки из купе Анны. Он просит разрешения войти. Как только Роберт заходит внутрь, на него набрасывается огромная собака, а сама Анна достаёт пистолет и просит назвать Роберта его настоящее имя, поскольку она знает Тайлера. В этот самый момент слышатся громкие крики из купе графа Оболенского. Все направляются туда. У графа приступ — ему мерещатся чёрные люди с кровавыми руками, что очень сильно напугало внучку графа Татьяну. По профессии врач, Роберт помогает графу справиться с приступом. Перед тем как уйти спать, Роберт замечает, как Анна передаёт Татьяне какой-то большой свёрток.

### 25 июля, утро
Проснувшись, Кэт первым делом навещает Милоша и его сообщников — Салко и Весну, которая сразу же возненавидела Роберта. Милош говорит, что они из организации «Чёрная рука», которая борется за освобождение южнославянских народов, находившихся под властью Австро-Венгрии. Он рассказывает, что Тайлер должен был продать какую-то ценную вещь, именуемую «Жар-птицей», и получить за неё золото. В обмен на золото Тайлеру предстояло получить от Августа Шмидта для них оружие и боеприпасы, которое должны погрузить на поезд в Мюнхене. Милош пытается убедить Роберта, что тот обязан закончить дело Тайлера, но Кэт не желает играть в политические игры и уходит. Выйдя в коридор, он слышит, как Весна ругается с Милошем. Она считает, что Роберт убил Тайлера и украл «Жар-птицу». Из разговора проводника и начальника поезда Кэт узнаёт, что ночью из-за суматохи с графом проводник потерял универсальный ключ от всех дверей.
Позже, в личном вагоне принца Кроноса, Кэт говорит, что готов отдать принцу «Жар-птицу» в обмен на информацию о том, кто убил Тайлера. Принц сомневается в правдивости его слов и уходит в спальню. Кэт подслушивает его разговор с Кохиной, из которого узнаёт, что принц считает, что «Жар-птица» у Анны, а Кэт просто блефует. На столе Кэт находит записную книжку, в которой рассказывается о пропавшем много лет назад прекрасном яйце удивительной работы, подаренном турецкому султану российским императором Александром II. Теперь Кэт понимает, что представляет собой «Жар-птица».
Поезд прибывает в Мюнхен. Ящики с оружием погружают в багажный вагон, а в поезде появляется новый пассажир — Джордж Эббат, который сразу начинает расспрашивать всех подряд обо всех произошедших недавних событиях. Август угрожает Роберту сойти с поезда вместе с товаром в Вене, если ему не покажут золото. Анна начинает флиртовать с Августом, попутно задавая ему вопросы о его работе, но тот уходит от ответов.
В курительном купе появляется принц Кронос и предлагает Анне сыграть с ним концерт дуэтом в его личном вагоне. Анна соглашается. Вернувшись к себе в купе, Роберт узнаёт, что на концерт, который дадут Анна и Кронос, приглашён он, Оболенские, Август и две девушки из вагона первого класса. Перед началом концерта проводнику приходится забрать пса Анны из-за жалоб пассажиров на лай и отвести его в багажное отделение.
Во время концерта Роберту удаётся через открытое окно соседского купе пробраться в купе Анны. Обыскав его, он находит пропавший универсальный ключ и письмо, из которого становится ясно, что Анна шпионка и работает на разведку Австро-Венгрии. В её задачу входит предотвращение сделки между Августом и Тайлером. Духи, стоящие на столике, пахнут точно так же, как и шарф, найденный в купе Тайлера. С помощью универсального ключа Роберт попадает в купе Татьяны и находит огромное золотое яйцо — «Жар-птицу». Поскольку из сундука, где хранилось яйцо, пропали две вещи, Кэт предполагает, что вторая — это свисток в виде жука, в который свистит мальчик Франсуа, вечно бегающий по вагонам и надоедающий пассажирам. Поговорив с ребёнком, он узнаёт, что тот нашёл свисток на полу. Роберту удаётся обменять свисток на живого жука в спичечном коробке, который до этого убежал от Франсуа. Также, воспользовавшись универсальным ключом, Кэт проникает в купе Августа, где находит письмо, в котором указано, что действия немецкого промышленника курирует правительство Германской империи, заинтересованное в начале общеевропейской войны.
Вернувшись в купе, Роберт изучает яйцо, и оно трансформируется в гигантскую золотую птицу с закрытыми глазами. Кэт дует в свисток, и птица оживает. Она поёт ему песню и снова замолкает. Боясь за сохранность яйца, Кэт идёт в багажное отделение и прячет его в клетке с собакой Анны. С помощью универсального ключа Роберт попадает на крышу состава и проникает в вагон Кроноса. Там он находит документы — отчёт частного детектива и поверенного Кроноса, который следил за Тайлером в течение нескольких недель. Тайлер несколько раз пытался назначить встречу для продажи «Жар-птицы», но каждый раз он либо не приходил, либо отказывался показать яйцо. В конце концов он согласился обменять яйцо на золото в поезде, следующем до Константинополя. В сейфе Роберт находит чемодан, полностью набитый золотом. Он выносит чемодан прямо во время концерта на глазах обезумевших Кроноса и Кохины.
После концерта Кэт показывает золото Августу, и тот успокаивается. Кохина, угрожая пистолетом, говорит Кэту, что его ждёт принц. Кэт возвращает золото принцу. Кронос говорит, что разочарован и с радостью бы отдал золото в обмен на «Жар-птицу». Кэт вновь спрашивает, кто убил Тайлера, и вновь Кронос уходит от ответа. Перед тем как выгнать Роберта, Кронос насильно забирает у него шарф Анны.
Роберт направляется в багажное отделение к ящикам с оружием. Там он встречает Анну, которая угрожает ему пистолетом. Роберту удаётся выбить его. Роберт уверен, что это она убила его друга, чтобы сорвать сделку с оружием, но Анна уверяет, что когда она зашла в купе, Тайлер был уже мёртв. А яйцо лежало на столе и, испугавшись, она его забрала. В этот момент на Анну сзади нападает Весна с ножом. Кэт успевает оттолкнуть Анну и получает рану в плечо. Весна убегает. Поезд прибывает в Вену. Частный вагон принца отцепляют, Кронос сходит и уезжает ни с чем.

### 25 июля, вечер
Перед сном к Роберту приходит Татьяна и говорит, что Алексей уговаривает её сойти вместе с ним в Будапеште — иначе он взорвёт поезд. Кэт обыскивает купе Алексея и находит детонатор. В вагоне-ресторане пьяный Август изливает Роберту душу — он не понимает резкой перемены настроения Анны. Кэт ложится спать, и ему снится новый кошмар — Алексея, на глазах Татьяны, убивает её дед, ударив его несколько раз ножом в грудь.

### 26 июля, ночь
Проснувшись, Кэт идёт в вагон 1-го класса и понимает, что это был не сон. Умирая, Алексей просит спасти Татьяну. Кэт находит бомбу и обезвреживает её. Затем с ним заводит разговор Джордж Эббат. Он признаётся, что он английский агент, посланный сюда, чтобы узнать, кто хотел убить Василия Оболенского. Джордж предлагает Роберту решить все его проблемы, снять обвинения в обмен на небольшую услугу — Роберт должен работать на них. Роберт говорит, что подумает, и следует за проходящей мимо Анной. Он заходит за ней в её купе, где между ними вспыхивают чувства и страсть, и они начинают целоваться. Внезапно поезд, вместо остановки в Будапеште, ускоряется и проезжает мимо. Это Милош со своими людьми захватил поезд. Кэт пытается сопротивляться его людям, но получает удар по голове.

### 26 июля, раннее утро
Кэт приходит в себя в багажном отделении. Там же находится и Анна. Освободившись, они побеждают всех террористов, кроме Милоша, который сам ведёт поезд. Все пассажиры и персонал поезда, собранные в вагоне-ресторане, расходятся по купе. Не уходят лишь Василий с Татьяной, которые после произошедших событий находятся в полной фрустрации и помешательстве, и Джордж Эббат. Роберт отцепляет вагоны с пассажирами, пытаясь снизить количество возможных жертв до минимума. Увидев Августа, Роберт рассказывает ему правду об Анне и признается, что он не Тайлер Уитни.

### 26 июля, утро
Анне и Кэту удаётся обезвредить Милоша до того, как поезд пересечёт границу Сербии. Однако когда поезд почти остановился, Кэт заставил кочегара прибавить ходу, мотивируя это тем, что он обязан добраться до Константинополя, потому что оттуда он намеревается отправиться в Иерусалим, где он должен найти какого-то человека. Паровоз пересекает границу и оказывается на территории Сербии. Героям удаётся проехать по старым путям и оторваться от преследующего их поезда с сербским генералом. Позже, в купе начальника поезда, Анна предлагает Роберту разобраться, кто же всё-таки убил Тайлера. Но Кэт говорит, что это не важно — многие из подозреваемых мертвы. Он предлагает Анне уехать вместе с ним, и та соглашается. После этого они проводят ночь вместе.

### 28 июля, вечер
Состав останавливается на станции. До Константинополя остаётся час езды. Анна замечает на шее Роберта кольцо со старинным замком. Она уверена, что где-то уже видела подобный символ и уходит. Поезд трогается. Роберт замечает вагон, стоящий на одном из путей. Он очень похож на вагон Кроноса. Роберт бежит за Анной в вагон-ресторан. Он оказывается прав — в вагоне вместе с Анной сидят Кронос и Кохина. Приставив пистолет к животу Анны, Кронос требует у Кэта «Жар-птицу». Он идёт в багажное отделение и забирает её из клетки с собакой. Вернувшись, Кронос требует открыть её. Роберт, который уже видел, на что способна птица, чувствует, что что-то изменилось — и в её взгляде, и в её оперении. Птица стала более злобно выглядеть, также раздается пугающее постукивание. Кронос говорит, что это биение её живого сердца. Он протягивает Анне скрипку и заставляет её играть. Анна играет на скрипке, а затем птица исполняет свою песню. И вновь Кэт чувствует что-то не то. Птица исполняет совершенно другую мелодию.
Песня будит Татьяну, которая со своим дедом заснула в купе начальника поезда. Она встаёт и направляется в багажное отделение. Дослушав до конца песню, Кронос смотрит в окно — солнце село. Он нервно просит Роберта закрыть яйцо. Он явно чем-то напуган. Кэт достает из кармана свисток и свистит в него. Птица вновь оживает и набрасывается на Кроноса, она начинает рвать когтями ему лицо. Тайна смерти Тайлера раскрыта, его убила «Жар-птица». Свисток оживает и убегает. Кохина пытается спасти своего господина, но птица набрасывает на неё. Поезд сбавляет ход, он прибывает в Константинополь. Роберт и Анна понимают, что могут стать следующими жертвами ожившей «Жар-птицы» и выпрыгивают в окно. Следом за ними выпрыгивает невесть откуда взявшийся Макс, пес Анны. Внезапно Кэт вспоминает про Татьяну и бежит за поездом. А Татьяна тем временем, желая прекращения бесконечных насилия, войн и смертей, находит ящик с оружием и боеприпасами и поджигает его. Взрыв уничтожает весь состав и часть платформы. Кронос, Кохина, Джордж Эббат, Василий Оболенский, Татьяна и кочегар погибают. Окровавленная «Жар-птица», как символ раздора, взмывает в воздух и пролетает над картой Европы, исчезая в облаках.
Кэт и Анна с ужасом смотрят на горящие останки. Внезапно Роберта привлекают солдаты, снующие туда-сюда и садящиеся в составы. Кэт останавливает проходящего мимо мальчика, и тот говорит, что началась война. Анна вынуждена вернуться в свою страну. Она говорит, что война не продлится больше года, и как только она закончится, то сразу же вернётся в Константинополь на первом послевоенном экспрессе. Она просит позаботиться о Максе и исчезает в толпе. Кэт смотрит ей вслед, а Макс жалобно воет, пытаясь прорваться к своей хозяйке. Игра завершается сообщением, что маршрут «Восточного экспресса» Париж-Константинополь был восстановлен только в мае 1932 года (через 18 лет).

## Действующие лица и актёры[3]
- Роберт Кэт, американский врач и авантюрист (персонаж игрока) — Дэвид Свенсон (голос — К. В. Морган)

- Анна Вольф, скрипачка и австрийская агентесса — Дуня Джорджевич (голос — Ингеборг Вьенманн)

- Татьяна Оболенская, русская аристократка — Коринна Блюм (голос — Елена Данова)
- Василий Оболенский, граф, политический деятель — Дик Мэллон (голос — Анатолий Турмов)
- Август Шмидт, немецкий оружейный промышленник — Йозеф Шольц
- Алексей Дольников, русский анархист — Михаил Дунаев
- Кронос, персидский принц — Муджахид Абдул-Рашид
- Кохина, служанка Кроноса — Нкечи Эмерува (голос — Луми Мулиро)
- Джордж Эббот, английский детектив — Крис Мюррей
- Милош Йованович, сербский борец за свободу — Дермот Робинсон (голос — Зоран Данилович)
- Весна Савин, его помощница — Эйлин Вайсингер (голос — Даница Милошевич)
- Тайлер Уитни, друг Кэта, убитый в начале игры — Дэвид Берксон (голос — Тим Виггинс)

## Разработка
В 1993 году Джордан Мехнер основывает компанию Smoking Car Production в Сан-Франциско специально для разработки The Last Express. В общей сложности на разработку игры ушло 5 лет, а окончательный бюджет составил 5—6 млн долларов.
При разработке игры была использована технология ротоскопирования, которую Джордан Мехнер уже применял в своих ранних играх, например Prince of Persia. В течение 22 дней велись видеосъёмки с живыми актёрами, которые отыгрывали каждое движение каждого персонажа игры. На актёров был наложен специальный грим, и они были одеты в точно такие же костюмы, что носили их персонажи. Всё это было снято на синем фоне на 16-мм плёнку и впоследствии оцифровано. Затем избранные кадры были обработаны с использованием запатентованной технологии собственной разработки. Сначала из кадров удалялся цвет, потом мощная компьютерная программа создавала чёрно-белые рисунки кадров, которые раскрашивались вручную. В окончательный продукт вошло всего 40 000 кадров.
Джордан Мехнер также серьёзно отнёсся и к кастингу актёров — немца Августа Шмидта играет немецкий актёр Карл-Хайнц Тойбер, а русского анархиста Алексея Дольникова — русский актёр Михаил Дунаев. Правда русскую аристократку Татьяну Оболенскую играет актриса Корина Блюм, но озвучена русской актрисой Еленой Дановой. Как результат, в игре русские говорят между собой по-русски, французы, немцы и прочие тоже предпочитают родные языки.
Вариант русской сказки про Жар-птицу (также сюжет известен как «Иван-царевич и серый волк») на самом деле является литературным переводом с английского текста, который был адаптирован к сюжету.

## Издания
31 марта 1997 года игра вышла на трёх компакт-дисках для нескольких платформ — Windows, DOS и Macintosh. В результате торгов между несколькими крупными игровыми издателями, права на распространение игры разделили Brøderbund Software, SoftBank и GameBank. Вышли версии игры с французскими, немецкими, испанскими, итальянскими и японскими дубляжами. Официальный русский дубляж тогда не появился, однако полный перевод и озвучивание игры на русский язык сделан по заказу «Фаргуса», занимавшегося незаконным распространением компьютерных игр.
В 2000 году игровое издательство Interplay Entertainment приобрело права на игру и начала её продажу в недорогом формате. Некоторое время спустя Interplay обанкротилось, и игра снова осталась без издателя. Тем не менее, игру всё ещё можно приобрести через некоторые интернет-магазины.
В 2006 году американская служба распространения игр по подписке GameTap начала продавать The Last Express через свою сеть.
В 2011 году игра стала доступной для продажи в магазине GOG.com через издателя Phoenix Licensing.
В 2012 году игра появилась на платформах iOS и Android. Игра приобрела новые черты — в ней появились всплывающие подсказки и система достижений. Адаптацией и изданием занималась компания DotEmu.
22 ноября 2013 года золотое переиздание игры появилось в Steam. В игру были добавлены достижения, биографии персонажей и слегка изменённый интерфейс. Адаптацией и изданием, аналогично версии для iOS и Android, занималась компания DotEmu.

## Саундтрек
Тридцатиминутный альбом саундтреков к игре был издан фирмой Intrada в 2000 году, в настоящий момент весь тираж распродан. Автор музыки и оркестровки — чешский композитор Элия Цмирал, который позднее писал музыку к фильму «Ронин». Музыкальное оформление исполнено преимущественно на синтезаторах, но есть и фрагмент соло на скрипке. Запись была сделана на студии Forte Muzika Studios в Лос-Анджелесе. Единственное исключение — соната для скрипки и фортепиано до-мажор бельгийского композитора XIX века Сезара Франка, звучащая в сцене концерта в игре.

## Оценки
Игра получила восторженные отзывы как в печати, так и в сети. Newsweek назвал игру изысканной и захватывающей. В MSNBC говорилось, что «загадки и персонажи очаровательны» и «эта игра определённо понравится всем». Российский журнал Game.exe поставил оценки по всем параметрам 99 %, игра получила награду «Выбор редакции» от журналов PC Gamer, Computer Gaming World, Next Generation и десятков веб-сайтов. Общая оценка игры на сайте Game Rankings, сделанная на основании восьми различных рецензий, составляет 85,57 %.

## Продажи
Несмотря на хорошие отзывы критиков, игра не была распродана в течение нескольких месяцев. Отдел маркетинга Brøderbund Software уволился за несколько недель до выхода игры, что привело к практически полному отсутствию рекламы. SoftBank ушёл с игрового рынка, прекратив поддерживать свой дочерний проект GameBank и закрыв несколько десятков разработок, включая почти завершенную версию The Last Express, портированную для PlayStation. Окончательно всё испортилось после того, как фирму Brøderbund Software приобрела The Learning Company, которую интересовали только её образовательные и домашние программы. The Last Express вышел задолго до сезона рождественских продаж, и только для покрытия расходов необходимо было продать полмиллиона копий игры. В результате коммерческого провала игры, Джордану Мехнеру пришлось закрыть компанию Smoking Car Production. Разочаровавшись в играх, он даже на какое-то время исчез из игровой индустрии; вернулся он только в 2003 году с выходом игры Prince of Persia: The Sands of Time, в разработке которой принимал участие в качестве главного консультанта и игрового дизайнера.

## Экранизация
13 апреля 2010 года в своём блоге о кино телеканал MTV разместил отрывок из интервью с режиссёром Полом Верховеном. В интервью Верховен рассказал, что работает над фильмом, сюжет которого происходит в 1914 году, а за первоисточник был взят сюжет некой видеоигры. При этом он указал, что автор игры попросил оставить её название в тайне, пока нет сценария.
Лишь в октябре 2011 года Верховен признался, что вместе с Джорданом Мехнером работает над экранизацией The Last Express. С тех пор новостей по производству фильма не было.